# Tombe 3 d'Amarna
La tombe 3 d'Amarna est une tombe taillée dans la roche d'une falaise située à Amarna, en Haute-Égypte. La tombe appartenait au noble égyptien antique Ahmès (Ahmôsé), qui a servi pendant le règne d'Akhenaton. La tombe est située au pied d'une falaise abrupte et d'un sentier de montagne à l'extrémité nord-est des plaines d'Amarna. Elle est située du côté nord de l'oued qui divise le groupe de tombes connues collectivement sous le nom de tombes du Nord. La tombe 3 est l'une des six tombes de dignitaires appartenant aux fonctionnaires d'Akhenaton. C'est l'une des premières tombes du Nord, construite en l'an 9 du règne d'Akhenaton.
Les tombes du nord ont été cartographiées et examinées pour la première fois par l'égyptologue John Gardner Wilkinson au début du XIXe siècle. La première étude complète de la tombe a été réalisée par l'égyptologue français Nestor L'Hôte en 1839. L'Hôte a réalisé des moulages et des copies des reliefs de la tombe, contribuant à l'analyse contemporaine du site car nombre de ces images ne sont plus visibles. La tombe d'Ahmès donne un aperçu des coutumes funéraires et de l'architecture funéraire de l'élite égyptienne à l'époque du Nouvel Empire.

## Ahmès
Les épithètes inscrites dans la tombe enregistrent les titres officiels d'Ahmès en tant qu'administrateur du palais. Ceux-ci comprenaient « Véritable scribe du Roi », « Porteur d'éventail à la droite du Roi », « Surintendant du Palais de Justice », « Intendant de la Maison d'Akhenaton », « Chancelier Royal », « Seul Compagnon et Premier des Compagnons », et « Adepte des pieds du Seigneur des Deux Terres ». Les hymnes dans la tombe déclarent qu'Ahmès a commencé à travailler pour Akhenaton dans sa jeunesse et l'a servi jusqu'à un âge avancé. Les inscriptions démontrent également qu'Ahmès avait un fils, Néfer-kheperu-rê. Hormis ce bref historique, aucune information sur la vie d'Ahmès n'est disponible.

## Aménagement de la tombe

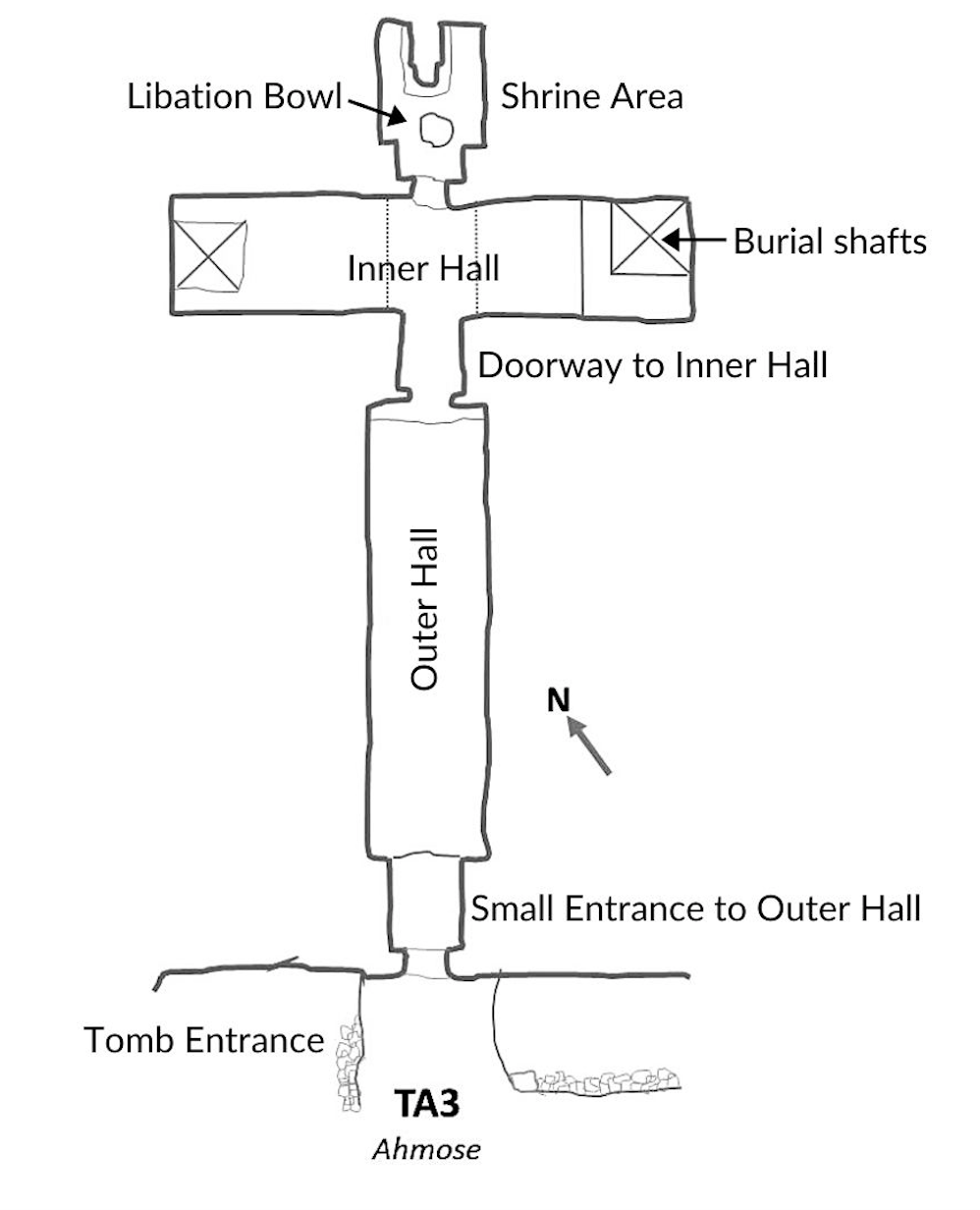
Carte de la tombe 3 d'Amarna

C'est une tombe symétrique de plan cruciforme composée de deux salles rectangulaires et d'un sanctuaire. Le sépulcre est situé à une courte distance du tombeau de Meryrê, un grand prêtre. L'entrée du tombeau donne sur la partie sud-ouest des plaines amarniennes. La façade du tombeau est constituée d'une simple chambranle de roche encastrée qui est décorée d'hymnes et de prières au dieu Aton. Une cour en briques à trois côtés, murée, est située à l'avant de l'entrée de la tombe. Le linteau et les jambages de la porte extérieure contiennent des inscriptions de prière au pharaon Akhenaton. Après avoir traversé la porte, une petite entrée décorée menant vers le hall extérieur est atteinte. Des restes de couleur indiquent que des motifs peints ornaient autrefois le plafond et les murs de cette entrée. La salle extérieure se compose d'une chambre rectangulaire profonde avec des murs en plâtre et un toit voûté. Une porte corniche mène vers le hall intérieur. La salle intérieure est positionnée à angle droit par rapport à la salle extérieure, contenant deux puits funéraires à chaque extrémité. Le premier puits funéraire mesure environ trente pieds de profondeur.
Le hall intérieur mène à l'arrière de la tombe, où se trouve la zone du sanctuaire. Le segment supérieur du linteau de la porte du sanctuaire est décoré d'une sculpture de l'uræus. La partie inférieure montre des sculptures inachevées d'une ligne de piliers Djed. Le sanctuaire abrite une statue en calcaire inachevée et défigurée d'Ahmès. Dans cette statue-niche, la figure d'Ahmès est assise, une pose caractéristique de la sculpture funéraire égyptienne qui symbolise une volonté de recevoir des offrandes. Les recoins vides de la statue de pierre étaient autrefois constitués d'éléments décoratifs colorés taillés dans la faïence. Un bol à libation peu profond est sculpté dans le sol au pied de la statue, utilisé pour les offrandes religieuses aux dieux. La zone du sanctuaire était fermée par des portes pliantes en bois. Le mur latéral de la statue-niche a été taillé dans un carré parfait, démontrant le savoir-faire de la maçonnerie en pierre. Dans toute la tombe, les murs non décorés sont principalement couverts de graffitis grecs, qui ont été gravés dans le plâtre.

## Décoration de la tombe

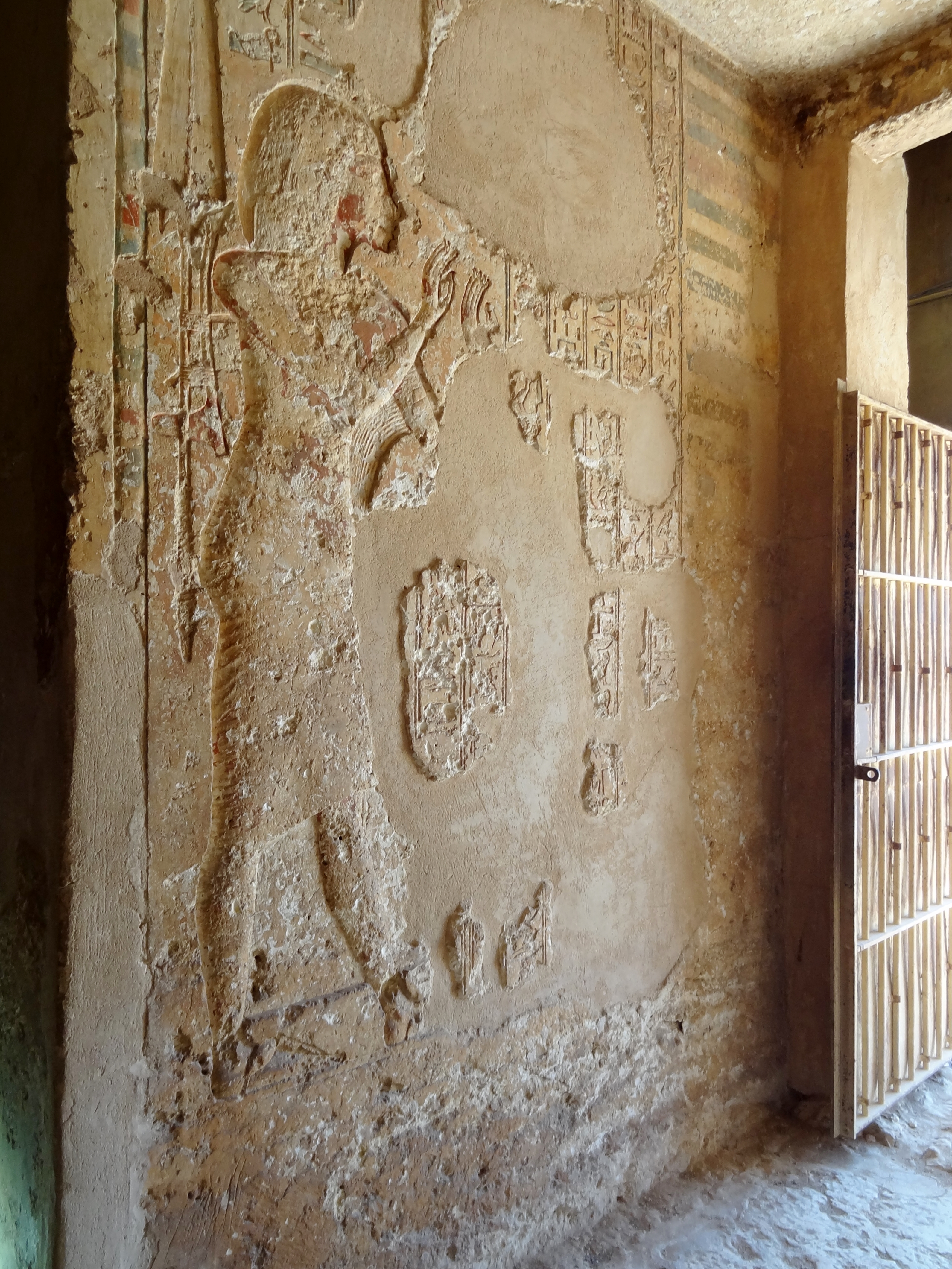
Ahmès représenté avec un éventail et une hache

### Mur extérieur: Ahmès en prière
Le mur extérieur de la tombe représente deux images d'Ahmès portant la robe traditionnelle d'un noble égyptien. Les scènes et les textes ont subi de nombreux dégâts, mais les premières copies montrent qu'Ahmès était représenté des deux côtés de l'entrée sur l'épaisseur du mur. Il est vêtu d'une longue robe avec une ceinture décorée nouée autour de la taille, de sandales lacées, d'une longue perruque droite, d'une grande coiffe et d'un collier en or. Ahmès est représenté en adoration du cartouche d'Aton et orné du symbole du Pharaon. Dans les images, Ahmès tient des objets rituels qui démontrent son rôle officiel au sein du palais. Il tient un éventail, objet lié à sa fonction de « porteur d'éventail à la droite du roi ». Il est représenté avec une hache de combat égyptienne, faisant référence à sa position dans l'armée. L'éventail et une hache sont attachés ensemble, attachés à une sangle et portés sur son épaule. Cette scène est accompagnée de prières d'Ahmès qui rendent hommage au dieu Aton et à la famille royale. Les prières d'Ahmès pour la prospérité de sa propre famille, en particulier pour son fils Néfer-kheperu-rê, sont présentées à côté de ces inscriptions.

### Mur supérieur ouest: visite royale au temple d'Aton

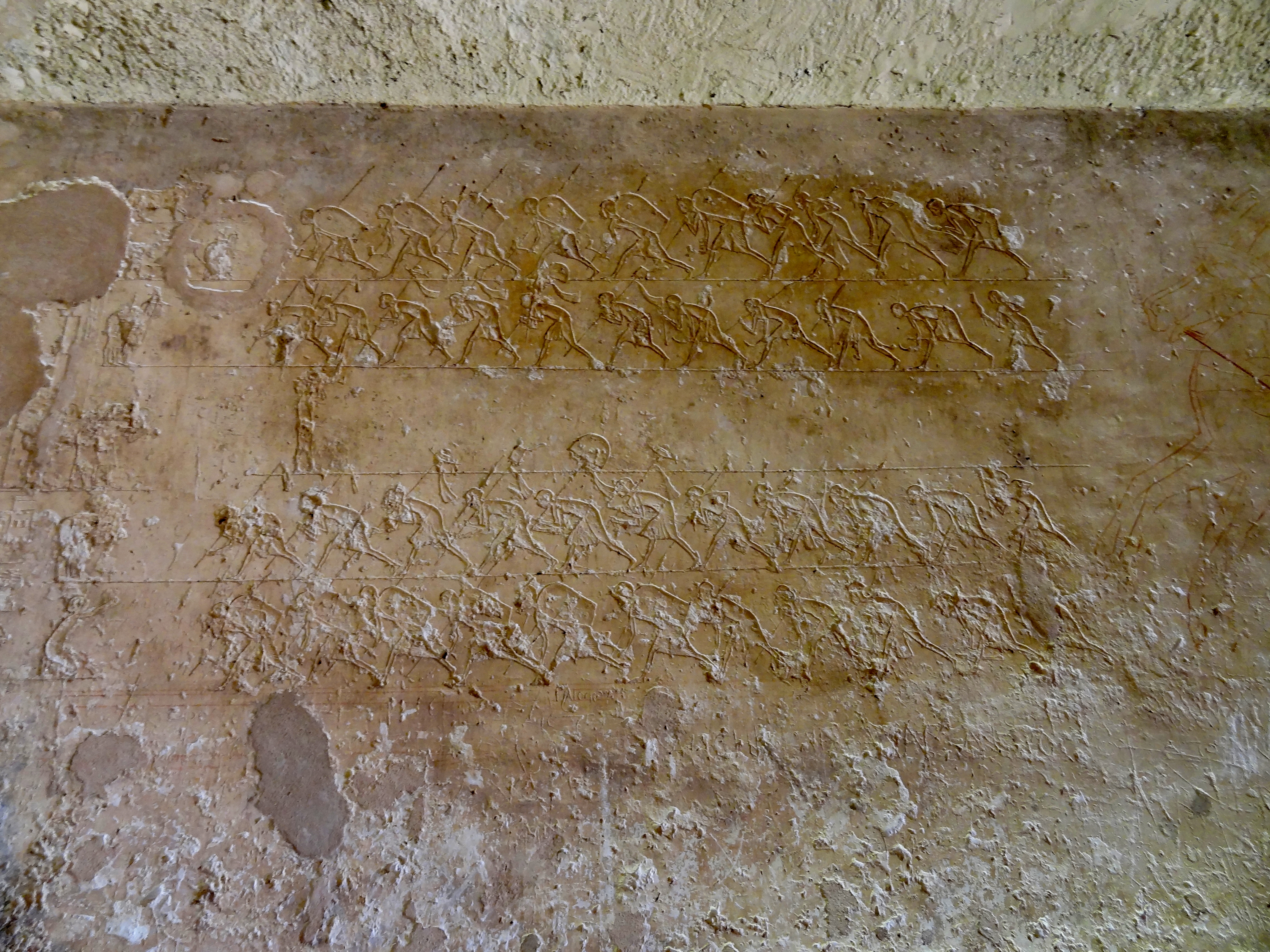
Compagnie de soldats escortant la famille royale au temple

Cette sculpture en bas-relief en partie conservée représente une visite royale au temple d'Aton par le roi et son épouse. La famille royale est représentée dans un char hippomobile accompagné d'une escorte militaire. Akhenaton porte une couronne Khépresh, tandis que Néfertiti porte sa couronne bleue à sommet plat. Les quatre rangées de soldats sont dirigées par un trompettiste. Ces troupes sont précédées d'une rangée de soldats avec des lances, et suivies d'officiers brandissant des faucilles, des épées et des matraques. L'égyptologue Norman de Garis Davies a déclaré que la précision de la formation militaire au sein de ce relief était révélatrice de l'expérience militaire d'Ahmès. L'armée est diversifiée, composée de troupes égyptiennes et étrangères, qui se distinguent par leurs différentes coiffures et accessoires militaires. Les archers nubiens sont illustrés avec des têtes rasées et des boucles d'oreilles en or tandis que les archers libyens sont dessinés avec une plume dans les cheveux. Les barbes pointues caractérisent les officiers syriens tenant des lances. Cette imagerie militaire a contribué à l'image guerrière-pharaon du roi Akhenaton, qui est également présente dans les nobles tombes de Panéhésy, Mahou et Méryrê Ire. La représentation du char royal est soulignée de peinture rouge, vestige de l'ébauche originale de relief. Alors que le char s'approche du temple, l'entourage royal est reçu par des responsables religieux, qui sont représentés en train d'offrir du bétail et d'autres animaux sacrés à la famille royale. Un petit modèle architectural de la disposition du temple est situé sur le côté gauche de la sculpture. Cette représentation artistique du temple donne un aperçu de l'architecture religieuse du Nouvel Empire. Le temple comprend des statues royales, un autel sacrificiel, une chapelle, une boucherie sacrificielle, un autel tenant la pierre benben et une cour extérieure. La partie droite du relief n'a pas survécu.

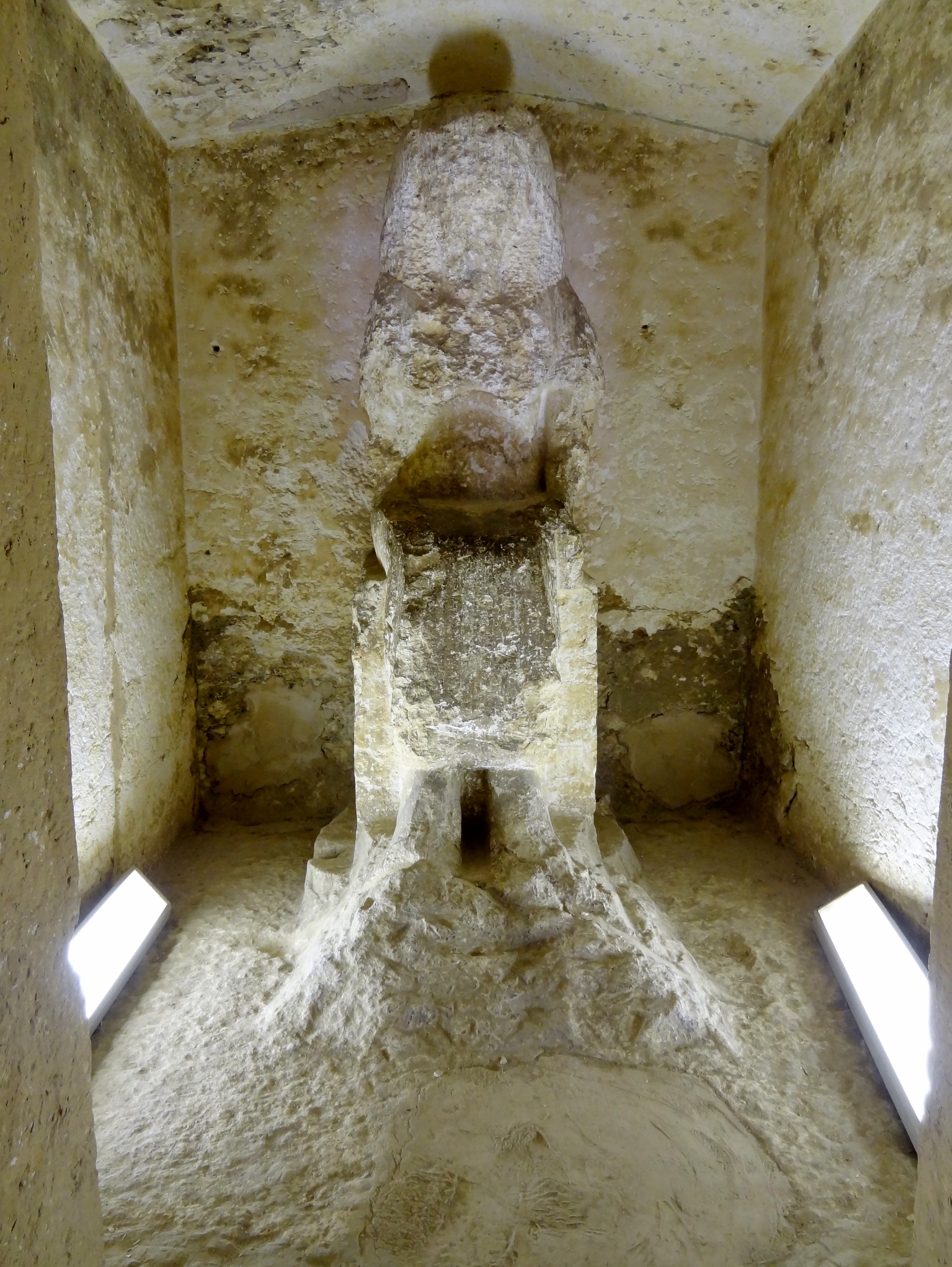
Statue d'Ahmès

### Mur inférieur ouest: famille royale chez elle
Cette scène représente un banquet royal dans la salle du palais. Dans la décoration des tombes de l'Égypte ancienne, les scènes de banquet étaient utilisées comme un spectacle d'élitisme et de grandeur. Les scènes de banquet dans les tombes avaient une signification religieuse car elles signifiaient un lien entre les vivants et les défunts à travers l'offrande de nourriture et de boisson. Dans le relief, les invités sont servis par des serviteurs et divertis par des musiciens jouant de la harpe à archet et du luth. Le roi et la reine sont assis sur de hautes chaises en forme de trône. Les rayons du soleil percent le toit de la salle et se posent sur Akhenaton et sa femme Néfertiti, soulignant le lien de la famille royale avec le dieu solaire Aton. Ahmès est incliné, assistant le roi Akhenaton et la reine Néfertiti alors qu'ils mangent diverses viandes. Akhenaton est représenté assis en train de manger ce qui semble être un canard rôti. Derrière lui, on voit Néfertiti assise avec l'une des princesses sur ses genoux. Elle tient un morceau de viande. À côté de Néfertiti, nous voyons deux autres princesses assises sur des chaises. Cette scène a peut-être été incluse pour montrer Ahmès dans son rôle d'intendant d'Akhenaton. Akhenaton, Néfertiti et leurs filles sont représentés à une échelle beaucoup plus grande qu'Ahmès, un exemple de l'ancienne convention artistique de la proportion hiérarchique. Plus de serviteurs assistent le roi et la reine, y compris un échanson tenant un gobelet à boire, un groupe de nourrices et un groupe d'artistes.

## Inscriptions

### Poteaux de porte extérieurs
Bien que les inscriptions sur les montants extérieurs de la porte aient été gravement mutilées, des fragments des hymnes d'Ahmès sont encore lisibles. Les hymnes sur les poteaux extérieurs de la porte concernent les louanges du roi Akhenaton, sa réception d'offrandes et sa capacité à accorder la vie éternelle à son intendant Ahmès. Les inscriptions sont écrites dans une formule d'offrande conventionnelle pour les hymnes funéraires appelée la « Formule du Roi », composée selon la structure : « une offrande (ou : aubaine) que le Roi a donnée… ». L'un des hymnes sur le côté gauche du montant de la porte exprime le désir d'Ahmès que son âme vive dans le palais du roi : « Une aubaine [offrande] que le roi donne à Hor-Aton et Néferkhepru-rê-Ouaenrê [roi Akhenaton] : qu'il accorde l'entrée et la sortie dans la maison du roi, les membres étant remplis de joie chaque jour. Pour le ka du vrai scribe du roi, surveillant de la salle d'entrée et intendant de la maison d'Akhenaton, longtemps dans sa vie, Ahmès ». Les hymnes suivants sont répétitifs et conservent cette même structure, énonçant en outre les sentiments de "bonheur, joie et exultation", et les offrandes de nourriture que le roi a accordées à Ahmès.

### Linteau extérieur
L'inscription sur le linteau de la porte extérieure est presque identique à l'hymne sur le cadre extérieur de la porte de la tombe d'Amarna 5. Les hymnes funéraires des tombes des Nobles sont sensiblement similaires, démontrant une adhésion aux conventions épigraphiques royales et religieuses. Cette inscription propose une courte prière au dieu Aton et au roi Akhenaton. Ahmès présente plus de ses titres nobles dans cet hymne, y compris le « chancelier royal », « l'unique compagnon » et le « détenteur de la récompense ».

### Épaisseur du mur est: «Hymne au soleil couchant»
L'« Hymne au soleil couchant » est une adoration au dieu-soleil Aton, décrivant sa création du monde et la solidification de la paix entre la Haute et la Basse-Égypte - « dans la paix des deux terres ». L'hymne déclare qu'Aton a permis à Ahmès de servir consciencieusement le roi tous les jours et lui a accordé un « bon enterrement après la vieillesse dans la falaise d'Akhenaton ». Cet hymne fournit des détails sur la vie d'Ahmès, dont nous avons peu d'informations. De cette inscription, nous voyons qu'il a vécu jusqu'à la vieillesse et a fréquenté le pharaon jusqu'à sa mort. L'hymne déclare qu'Ahmès a commencé à fréquenter Akhenaton dès son plus jeune âge - — il [Akhenaton] m'a nourri quand j'étais jeune jusqu'à ce que j'atteigne un âge avancé... —. Cette inscription démontre la réforme religieuse sous Akhenaton, passant du culte d'Amon au culte monothéiste du dieu solaire Aton, une religion connue sous le nom d'atonisme. Selon le professeur James K. Hoffmeier, les hymnes à Aton qui apparaissent dans les tombes du Nord à Amarna reflétaient « l'expression ultime de l'atonisme » et la « révolution religieuse ». L'« Hymne au soleil couchant » et le « Soleil levant » dans la tombe d'Ahmès ressemblent au Grand Hymne à Aton inscrit sur le puits ouest de la tombe du noble Ay, tombe du Sud 25.

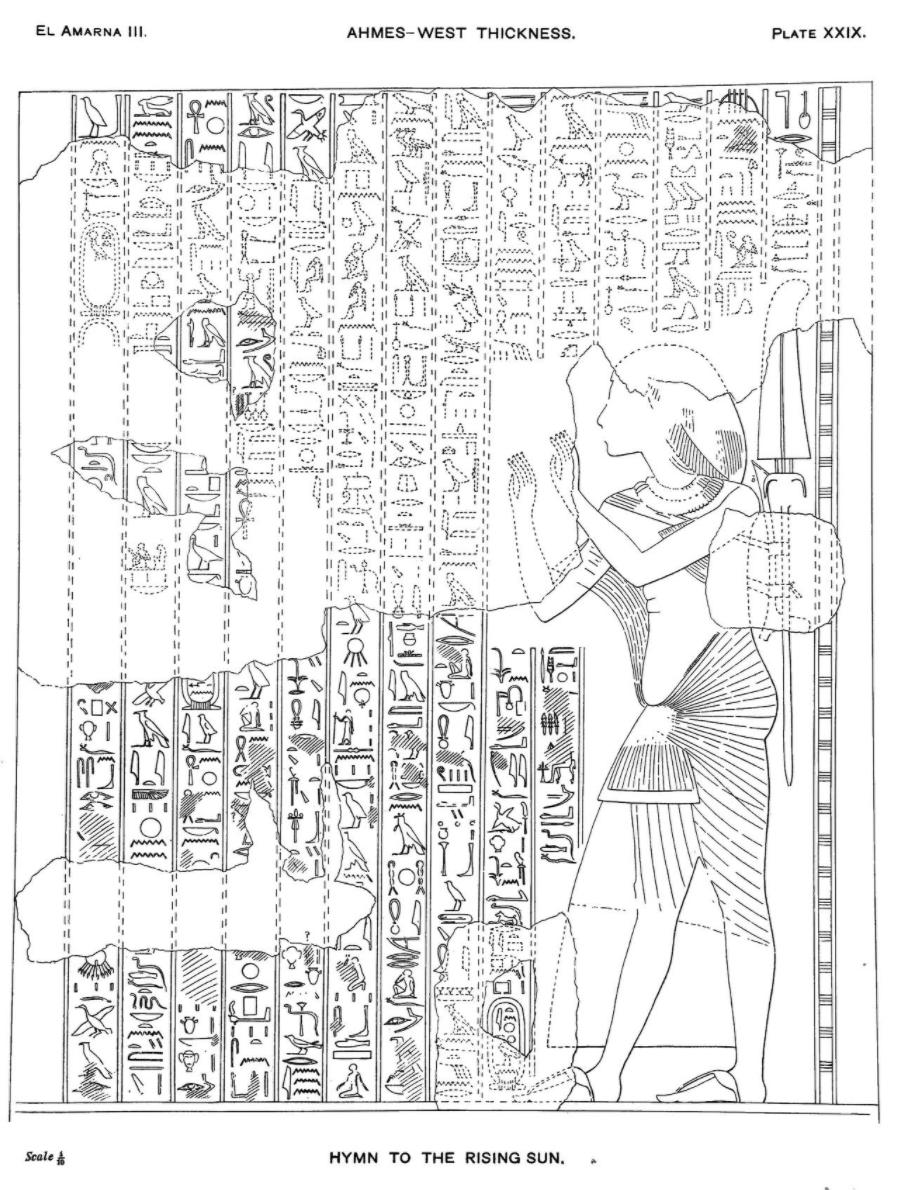
L'hymne au soleil levant

### Épaisseur du mur ouest: «Hymne au soleil levant»
L'inscription sur le mur ouest de la tombe est une prière au dieu Rê-Horakhty, la combinaison des dieux Rê, le dieu du soleil, et Horus, le dieu du ciel et de l'horizon. Comme « l'hymne au soleil couchant », cette inscription couvre la création de l'homme et des animaux par le dieu Rê. Cette inscription concerne principalement la santé et la prospérité du « fils bien-aimé d'Ahmès, Néfer-kheperu-rê ». Ahmès prie pour le bien-être et le succès de son fils, appelant le dieu à « lui accorder des fêtes Sed », une célébration de la domination pharaonique et du pouvoir royal, des « années de paix » et un « enterrement de son don ». L'égyptologue Jan Assmann a déclaré que les inscriptions d'hymnes solaires dans les tombes sont devenues une pratique établie pendant la période du Nouvel Empire. Il a montré que la présentation de ces hymnes dans des contextes funéraires était un « accomplissement d'une norme prescrite », et non un reflet de la piété religieuse individuelle. Selon Assman, les hymnes solaires dans la tombe d'Ahmès sont basés sur un texte funéraire standard appartenant au culte d'Aton.

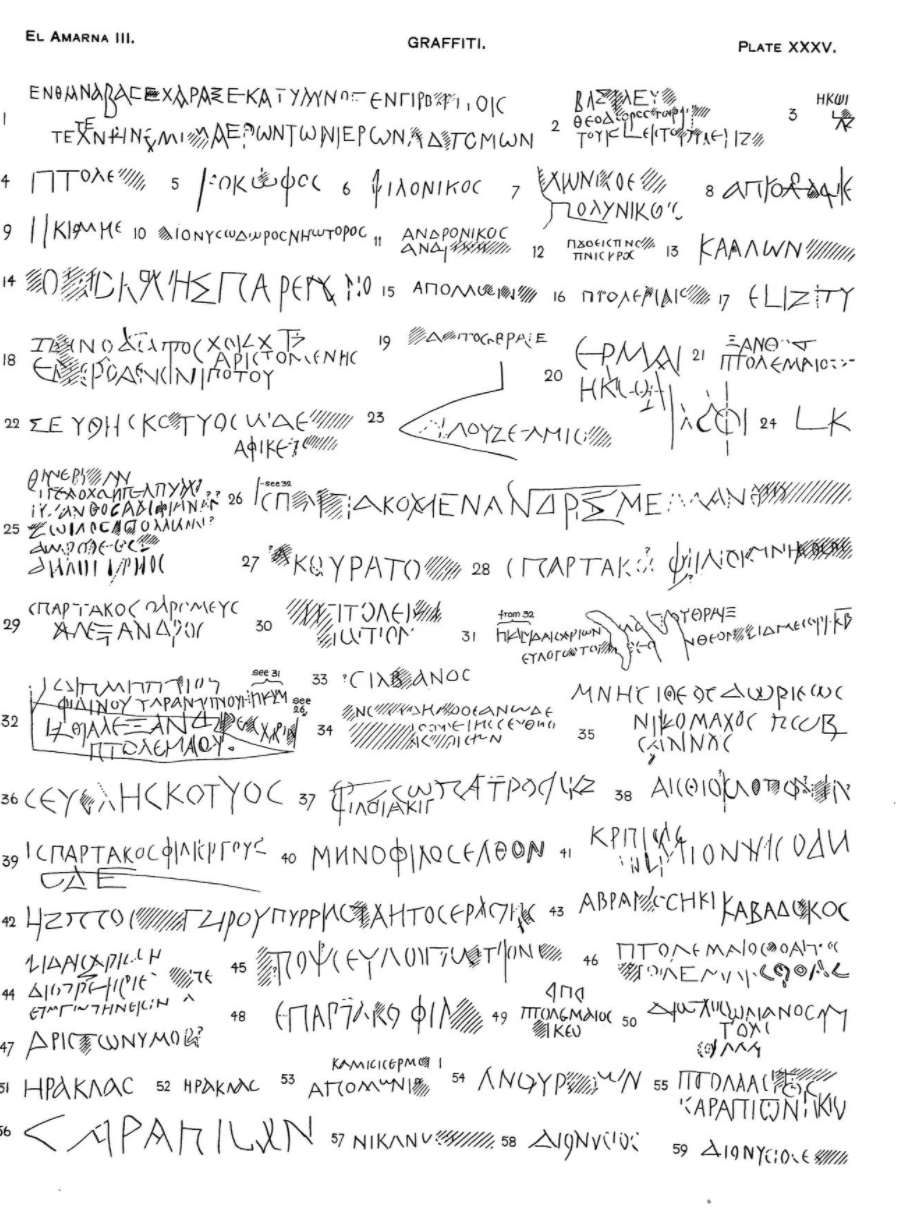
Graffitis grec sur les murs de la tombe

### Graffitis grecs
Cinquante-neuf exemples de graffitis grecs ont été gravés dans le plâtre inférieur des couloirs de la tombe. Les graffitis ont été découvert en 1835 par Sir John Gardner Wilkinson. Barry Kemp, le directeur des fouilles à Amarna, a déclaré que ces graffitis peut être daté de la période ptolémaïque. Les graffitis enregistrent les messages et les noms des visiteurs de la tombe, dont la plupart sont présumés avoir été des soldats. Un graffiti dans le couloir enregistre un message d'un visiteur grec ; « Je viens, Année 37 ». Le graffiti grec le plus connu de la tombe est situé à côté du cadre de la porte extérieure de la tombe. L'inscription se lit comme suit : «étant monté ici, Catullinus a gravé cela dans l'embrasure de la porte, s'émerveillant de l'art des saints carriers ». Ce graffiti donne un aperçu des perspectives grecques ultérieures sur l'art, la technologie et l'architecture des anciens Égyptiens. Un autre message est un graffiti chrétien copte, témoignant de l'occupation copte du site. Les chrétiens coptes ont occupé le site des tombes du Nord aux Ve et VIe siècles de notre ère. Ils ont habité la tombe d'Ahmès, comme en témoignent deux murs extérieurs bas qui ont été construits par les colons ultérieurs.